# Conservatoire de danse de Bruxelles
Les origines d'une école de danse à Bruxelles remontent à la fin du XVIIIe siècle. Certains auteurs affirment que l'initiateur de cette institution fut Jean-Antoine Petipa, le père du célèbre chorégraphe Marius Petipa, qui en obtint la reconnaissance et la dénomination officielles en 1826. Il faut toutefois remonter bien avant cette date pour trouver les fondements du futur Conservatoire de danse.
En 1780, Louis-Jean Pin, Alexandre Bultos et Sophie Lothaire, directeurs associés du Théâtre de la Monnaie et du Théâtre du Parc, formèrent une école de huit couples d'enfants, destinés à devenir figurants au Théâtre de la Monnaie et à donner de petites représentations au Vauxhall du Parc.
Seule la troupe vit le jour en 1782, car l'archevêque de Malines parvint à faire interdire la constitution de l'école, pour raison de moralité publique. Le répertoire de la troupe, chorégraphié par Pierre-Jean Gambu, comportait des pantomimes comme Les Héroïnes, Sophie de Brabant, Mirza et Lindor ou Cendrillon.
Lorsqu'en 1815 le danseur Eugène Hus devint régisseur et maître de ballet du Théâtre de la Monnaie, il nourrit des ambitions précises en ce qui concernait la reconstitution d'une troupe de ballet, dont la disparition de la scène bruxelloise en 1793 n'avait jamais été comblée. En 1818, à la demande de Hus, la Commission royale des Théâtres de Bruxelles, que Guillaume d'Orange avait instituée l'année précédente, prit le problème en mains et obtint un local dévolu aux leçons de danse. De 1821 à 1823, les leçons se donnaient dans un local situé sur la place de la Monnaie.
Après la mort d'Eugène Hus (1823), le Conservatoire ferma provisoirement ses portes. Jean-Antoine Petipa, arrivé à Bruxelles en 1819, reprit la charge de maître de ballet qu'avait exercée Hus, et il tenta peu à peu de réorganiser le Conservatoire. Dorénavant d'ailleurs, le directeur de l'école de danse serait généralement le maître de ballet du Théâtre de la Monnaie. Avec l'appui de la Commission royale des Théâtres, Petipa obtint l'élaboration d'un premier règlement, qui resta inchangé jusqu'en 1837.
Les leçons se donnaient dans un local de la rue de la Fiancée, vis-à-vis du couvent des Augustins.
Dès 1831, le nouveau maître de ballet Victor Bartholomin dirigea également le Conservatoire ; il fut rejoint par Petipa de 1833 à 1834. En 1836, Pierre-Jean Aniel, ancien premier danseur des Théâtres de Bordeaux et de Lyon, en reprit la direction pour une seule saison.
Sous l'impulsion du maître de ballet Léon, un nouveau règlement entra en vigueur en 1837, qui précisait notamment que le Conservatoire se composerait de quinze élèves âgés de sept à quatorze ans.
À partir de 1838, un « maître de classe » fut désigné, chargé de donner les cours de manière permanente, de coordonner les répétitions et d'assurer la continuité du programme.
Délogé de la rue de la Fiancée par les grands travaux de voûtement de la Senne et de percement des grands boulevards, le Conservatoire s'établit en 1874 dans un nouveau bâtiment construit en retrait de la rue du Marais où la salle de classe et de répétition reproduit la pente du plateau du Théâtre de la Monnaie. C'est là qu'Assaf Messerer fit travailler petits rats et danseurs de la compagnie.
En 1963, le Conservatoire s'installa rue de la Fourche, à deux pas du Théâtre de la Monnaie, dont il devint juridiquement indépendant.
La Conservatoire fermases portes dans les années 1990, après avoir été un creuset pour les futurs danseurs du Ballet du XXe siècle. Maurice Béjart avait d'ailleurs élu domicile au dernier étage du bâtiment et la plupart des professeurs de l'école Mudra, comme Dolorès Laga, enseignaient au Conservatoire.
En avril 2008 fut créée la Fondation Maison Maurice Béjart à Bruxelles, ayant pour objectif de promouvoir la postérité de l'œuvre de Maurice Béjart et la danse en général. Cette fondation s'installa au 49 rue de la Fourche, dans l'immeuble qui abritait à la fois l'appartement de Maurice Béjart et les studios du Conservatoire.
C'est là que se trouvent encore aujourd'hui les installations du Conservatoire de danse qui est désormais une école privée non subventionnée.  
L'enseignement y est prodigué par Menia Martinez depuis septembre 2013, accompagnée de Benedicto Cieza (2013-janvier 2023). L'équipe comporte actuellement quatre professeurs de danse classique et deux professeurs de contemporain sur quatre niveaux pédagogiques. Les élèves sont âgés de 7 à 18 ans. L'école participe activement aux compétitions des Hivernales de la danse de Liège (fondées en 2012 par Marie Doutrepont).  